# Knoten Bruck an der Mur
Het Knoten Bruck an der Mur is een snelwegknooppunt in de Oostenrijkse deelstaat Stiemarken. Op dit knooppunt in Bruck an der Mur kruist de S6  de S35.

## Bouwvorm
Het knooppunt is een turbineknooppunt.